# Anish Kapoor
Anish Kapoor (ur. 12 marca 1954 w Bombaju) – brytyjski rzeźbiarz pochodzenia hinduskiego znany z wielkoformatowych realizacji często prezentowanych w przestrzeni publicznej.

## Życiorys
Ojciec Kapoora był Hindusem urodzonym w Pendżabie, a matka Żydówką pochodzącą z Iraku. Rodzice chcieli, by ich dzieci poznały świat i uczyły się w różnych rejonach świata. Dlatego po ukończeniu The Doon School w Dehradun 16-letni Anish wraz z bratem wysłany został do Izraela, by studiować tam elektrotechnikę. Słabe wyniki przekonały go, by zostać artystą. W 1973 przeprowadził się do Londynu i rozpoczął studia najpierw na Hornsey College of Art, a potem Chelsea School of Art and Design. Naukę ukończył w 1977 i początkowo pracował przy produkcji mebli w studio architektury Nicky Haslama. W 1979 wykładał na Wolverhampton Polytechnic, a w 1982 wziął udział w rezydencji artystycznej w Walker Art Gallery w Liverpoolu. W 1982 rozpoczął współpracę z londyńską Lisson Gallery, skupiającą się na promocji młodej brytyjskiej rzeźby. W latach 80. jego nowe skierowane na akt tworzenia prace stały się wystarczająco popularne, by mógł utrzymywać się wyłącznie ze swojej sztuki. Niecałą dekadę później wygrał dwie prestiżowe nagrody: Biennale w Wenecji w 1990 oraz Nagrodę Turnera w 1991, które to wydarzenia nadały mu międzynarodowy rozgłos. Status ten ugruntowała jego rekordowa pod względem frekwencji (280 tys. widzów) retrospektywna wystawa w 2009 w Royal Academy of Arts. Była to pierwsza w historii Akademii indywidualna retrospektywna wystawa. W 1995 Kapoor ożenił się z niemiecką historyk Susanne Spicale. W 2013 został uhonorowany brytyjską Odznaką Rycerza Kawalera, otrzymując tym samym dożywotni tytuł szlachecki.

## Twórczość
Już na bardzo wczesnym etapie twórczości Kapoor stwierdził, że w sztuce najbardziej interesuje go sam proces powstawania dzieła – performatywny charakter aktu kreacji. Głównymi składowymi jego artystycznych wypowiedzi są: skala, złudzenie optyczne oraz kolor (charakterystyczny czerwony pigment). Ponadto w wielu pracach buduje napięcie wynikające z braku dostępu widza do niektórych tajemnic. Osiąga to poprzez niedostępne tunele, zakrycie obiektów pigmentem, blokowanie dróg czy absolutne wyciemnienie i tym samym zakrycie kształtu jego rzeźb. Mimo że skupia się głównie na zagadnieniach formy i abstrakcji, jego prace nierzadko zahaczają o tematykę religijną czy kwestie płci oraz seksualności. Źródłem tych drugich jest okres studiów  w Londynie, kiedy to szczególnie interesowały go teorie Sigmunda Freuda. Pierwsze realizacje z okresu studiów były głównie rekwizytami wymagającymi interakcji. Od roku 1979 rozpoczął pracę z najbardziej ikonicznym dla jego twórczości elementem – czerwonym pigmentem. Instalacje o performatywnym charakterze tworzył bez przerwy przez kolejne trzy lata. Motyw masy o różnych konsystencjach z charakterystycznego czerwonego pigmentu pozostał najbardziej rozpoznawalnym w jego sztuce. Poza realizacjami czysto galeryjnymi czy muzealnymi angażuje się w przedsięwzięcia z innych dziedzin sztuki. W swoim studio, w którym zatrudnia ponad 30 osób, projektował m.in. scenografie dla sztuk teatralnych czy opery.

### Wybrane prace

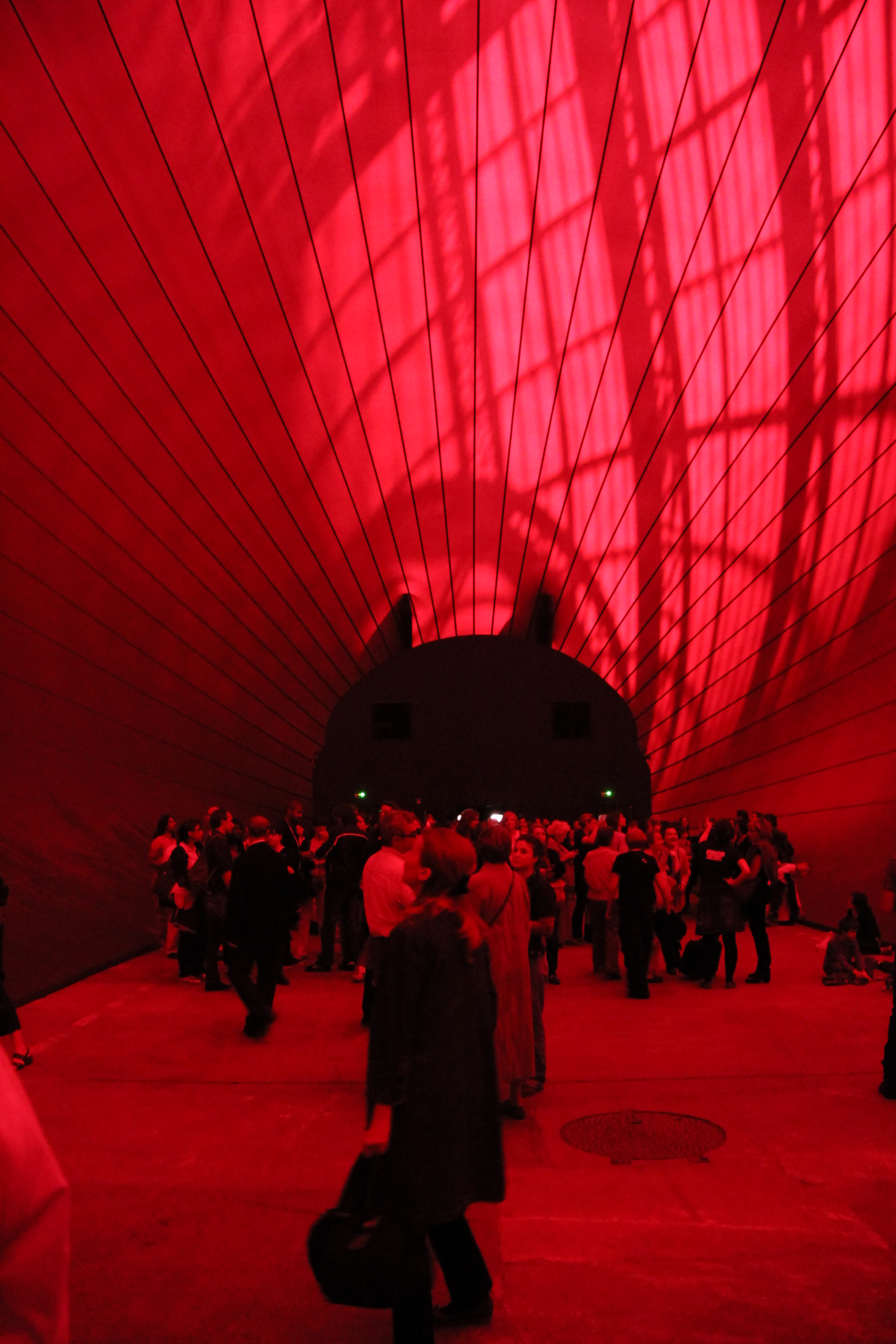
Leviathan (2011) w ramach Monumenta, widok wnętrza

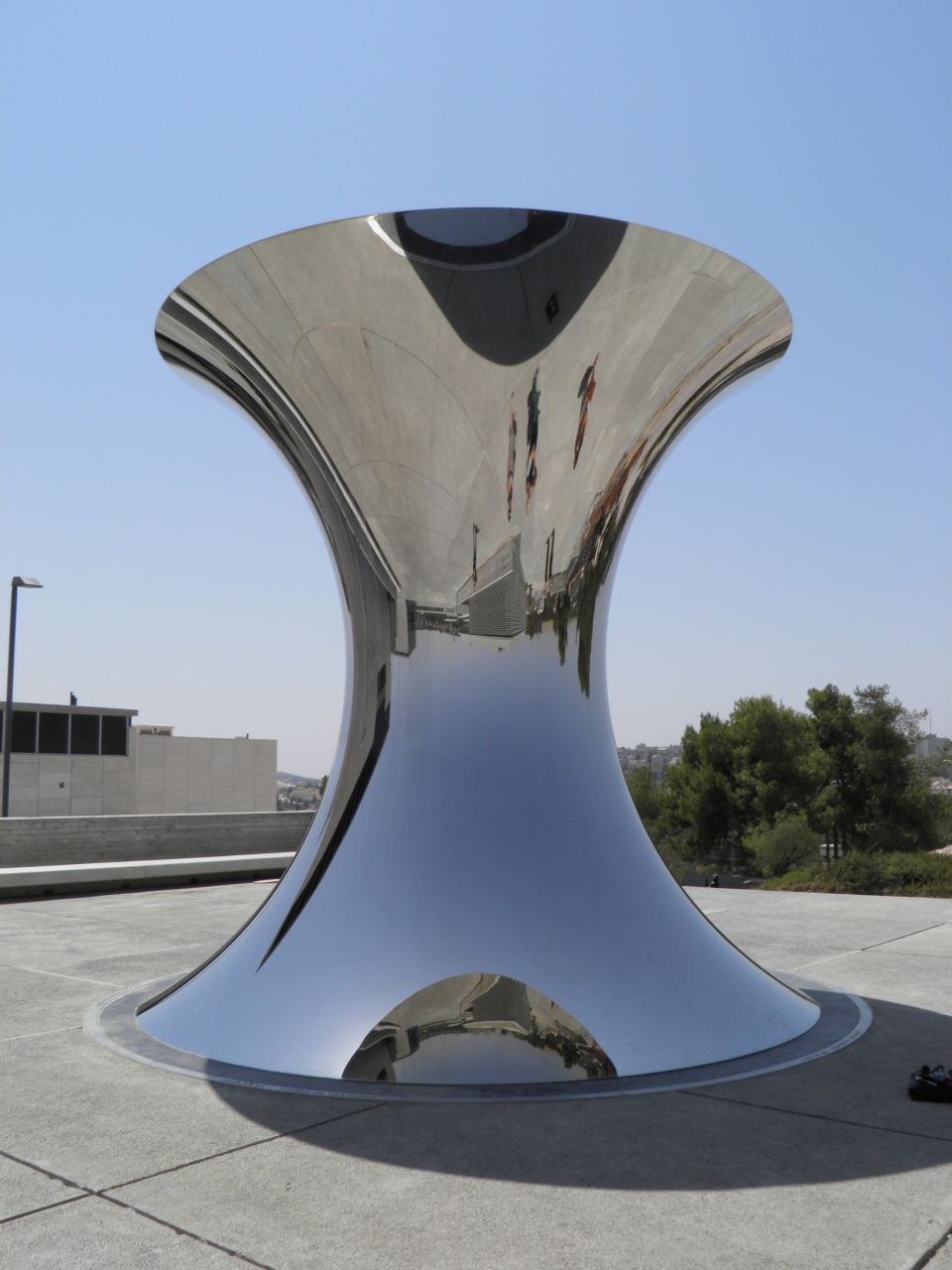
Turning the World Upside Down, Jerusalem, przy Israel Museum

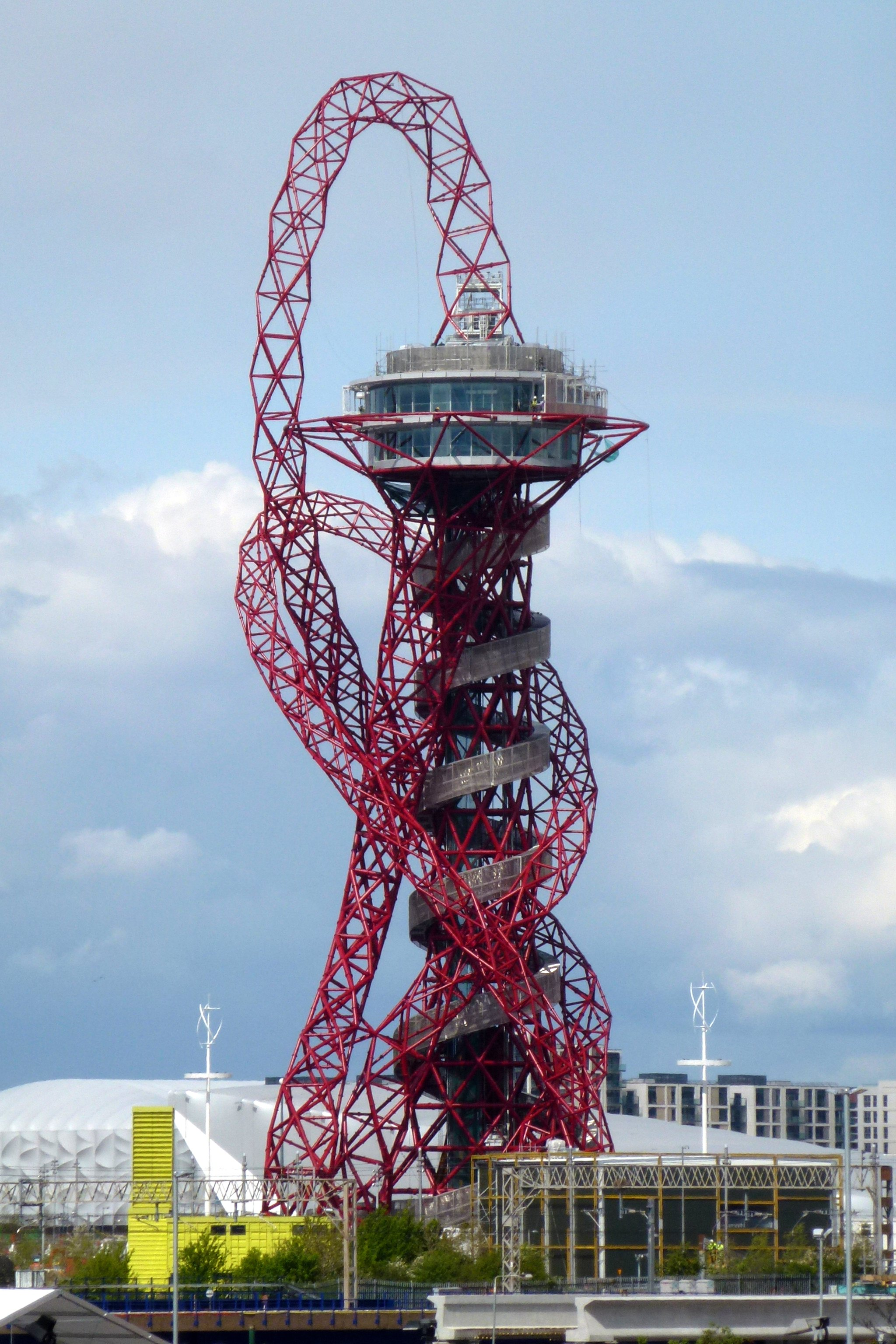
ArcelorMittal Orbit widziana od strony Stratford High Street (A118)

- Void Field (1990), Biennale w Wenecji

Abstrakcyjne formy rzeźbiarskie wykonane z piaskowca z wyciętymi geometrycznymi otworami. Ich wnętrza pokryte były czarnym pigmentem, który pochłaniał światło tak silnie, że nie dało się dostrzec kształtu ani głębokości.
- Marsyas (2002), Tate Modern

Syntetyczna krwistoczerwona membrana rozciągnięta między dwoma końcami hali na dwóch stalowych obręczach, przypominająca organiczny tunel lub wielką trąbę. Praca powstała we współpracy z inżynierem Cecilem Balmondem.
- My Red Homeland (2003)

25 ton bliżej nieokreślonej, czerwonej materii z wazeliny i wosku, poddawane ciągłej obróbce przez dużych rozmiarów stalowe ramię.
- Cloud Gate (2006), Millennium Park, Chicago

Dużych rozmiarów eliptyczny obiekt w kształcie zbliżonym do fasoli wykonany z wypolerowanej stali nierdzewnej. Przypomina kroplę rtęci, która dzięki swojemu kształtowi odbija niebo i znajdujące się na nim chmury.
- Shooting into the Corner (2008-09)

- Memory (2009), Muzeum Guggenheima w Nowym Jorku[8]

- Leviathan (2011) w ramach cyklu Monumenta

Olbrzymia czerwona konstrukcja wypełniająca całą przestrzeń Grand Palais to gumowy, pusty w środku twór składający się z czterech okrągłych sal połączonych korytarzami. Widz, wchodząc do hali znajdował się od razu wewnątrz konstrukcji, skąd mógł podziwiać zarys architektury pałacu przebijający się przez cienką, napiętą powierzchnię balonu. Dopiero po przejściu całości jedno z wyjść prowadziło do ostatniej części hali wystawowej niewypełnionej Leviathanem. Z tej perspektywy można było ocenić monumentalność tej instalacji. Największy dmuchany „pokój” sięgał najwyższej kopuły na wysokości około 45 metrów. Realizacja ta inspirowana była koncepcją Thomasa Hobbesa, w której ten angielski filozof porównywał współczesne mu metropolie do olbrzymiej mitycznej istoty. Praca dedykowana była natomiast chińskiemu artyście – Ai Weiwei, który w tym czasie przebywał w chińskim areszcie bez postawionych zarzutów.
- Dirty corner (2015), Wersal

Kontrowersyjna rzeźba ulokowana w wersalskim parku składała się z dwóch elementów: Długiego stalowego leju o rdzawym kolorze oraz dwóch linii ułożonych z ogromnych rozmiarów kamieni. Obiekt ten został złośliwie mianowany przez francuską prasę „pochwą królowej” i dwukrotnie padł ofiarą aktów wandalizmu. Kapoor nigdy nie potwierdził, aby celem pracy było obrażanie francuskiej królowej Marii Antoniny, przyznając jej jednak erotyczny charakter. Gdy na pracy pojawiło się pierwsze nielegalne graffiti o treści antysemickiej, artysta zgłosił sprawę do prokuratury. Po renowacji na pracy pojawiły się następne hasła nawołujące do nienawiści. Rozczarowany brakiem rezultatów z poprzednich wydarzeń, Kapoor podjął decyzję, by zabronić usuwania graffiti. Twierdził, że tym samym praca zyska nowy wydźwięk, obnażając nieskuteczność w egzekwowaniu francuskiego prawa. Za ten akt został sam oskarżony o szerzenie propagandy antysemickiej.
- Turning the World Upside Down, Jerusalem (2015), The Israel Museum, Jerozolima

Wysoki na 5 m stalowy podwójny lej z polerowanej nierdzewnej stali pełni rolę podwójnego zniekształcającego obraz lustra. Rzeźba przy ziemi odbija niebo, a u szczytu odbija podłoże, na którym jest ulokowana. Znajduje się blisko głównego wejścia do muzeum.
- ArcelorMittal Orbit (2016)

Wieża w parku olimpijskim w Londynie wysoka na 115 m została zbudowana z okazji XXX edycji Igrzysk Olimpijskich. Jednym z jej elementów jest rekordowo długa (178 m) tunelowa zjeżdżalnia.

### Wybrane scenografie
- 2008 – Pelléas et Mélisande w La Monnaie, Bruksela[1]
- 2008 – in-i w National Theatre, Londyn[1]
- 2012 – Parsifal Richarda Wagnera, Amsterdam[7]
- 2016 – Tristan i Izolda Richarda Wagnera, Londyn[7]

## Kontrowersje
W 2016 Kapoor wykupił i zastrzegł sobie wyłączne prawa do wynalezionego 2 lata wcześniej koloru „Vantablack”. Pigment ten, uznawany za najbardziej czarny kolor na świecie (pochłania 99,96% padającego nań światła), stosowany był m.in. w przemyśle wojskowym, ale i w sztuce. Akt Kapoora spowodował duże oburzenie w środowisku artystycznym. Wielu znanych twórców wyraziło sprzeciw wobec precedensowego zawłaszczenia przez jednego artystę dotychczas dostępnego materiału. W geście protestu brytyjski artysta Stuart Semple, który wyprodukował linię kolorów (pigmentów), w tym tzw. najróżowszy różowy, wprowadził oficjalny zakaz udostępniania jego kolorów Kapoorowi oraz zakaz ich używania przez tego artystę. W 2019 na MIT uzyskano jeszcze czarniejszy materiał, pochłaniający 99,995% światła.

## Nagrody i wyróżnienia
- 1990 – Premio Duemila na Biennale w Wenecji[2]
- 1991 – Nagroda Turnera[1]
- 1997 – Honorowe członkostwo Leeds University[2]
- 1999 – Honorowe członkostwo Royal Academy of Arts[2]
- 1999 – Honorowe członkostwo University of Wolverhampton[2]
- 2001 – Honorowe członkostwo Royal Institute of British Architects[2]
- 2011 – Praemium Imperiale w kategorii Rzeźba[4]
- 2012 – Padma Bushan[16]
- 2013 – Odznaka Rycerza Kawalera
- 2014 – tytuł naukowy Doctor of Letters na Uniwersytecie Oksfordzkim[17]
- 2016 – Lennon Ono Grant For Peace[18]
- 2017 – Genesis Prize[19]

## Prace w kolekcjach
- De Pont Foundation, Tilburg
- Museo National Centro de Arte Reina Sofia, Madryt
- Tate Gallery, Londyn
- Hirshhorn Museum and Sculpture Garden, Waszyngton
- Museo d’Arte Contemporanea, Prato
- Fukuoka City Museum, Fukuoka
- Museum of Modern Art, Nowy Jork
- Weltkunst Foundation, Zurych
- Carnegie Museum of Art, Pittsburgh
- Musée St Pierre, Lyon
- Art Gallery of New South Wales, Sydney
- San Diego Museum of Contemporary Art, San Diego
- Contemporary Art Society, Londyn
- National Gallery, Ottawa
- Rijksmuseum Kroller-Muller, Otterlo
- Fine Art Museum of San Francisco, San Francisco
- Leeds City Art Gallery, Leeds
- Moderna Museet, Sztokholm
- Hara Museum of Contemporary Art, Tokio
- Auckland City Art Gallery, Auckland
- Heide Park and Art Gallery, Victoria (Australia)
- Fundacio Berardo, Lizbona
- Tel Aviv Museum of Art, Tel Aviv
- Moderna Galerija, Lublana
- Vancouver Art Gallery, Vancouver
- Wilhelm Lehmbruck Museum, Duisburg
- Art Institute of Chicago, Chicago[2]